# 雪白柑菜
雪白柑菜（日语：雪白かん菜，1995年11月1日—），出身於埼玉縣のAV女優。所屬事務所是T-POWERS。

## 個人簡歷
在IdeaPocket舉辦的「アイポケアクトレスパフォーマバトルオーディション2016」的御姊部門中獲得大獎，2016年4月以專屬女優身分在AV界出道。
對於演出感到興趣，於是在朋友的支持下參加應徵。
興趣是打高爾夫，擅長打排球。
同年12月成為PRESTIGE的專屬女優。

## 外部連結
- 雪白柑菜的X（前Twitter）[]
- 雪白かん菜 特設ページ （页面存档备份，存于） - PRESTIGE官方網站